# Fortăreața (film din 1979)
Fortăreața (în maghiară Az erőd) este un film științifico-fantastic maghiar din 1979 regizat de Miklós Szinetár⁠(d). Este bazat pe un roman scurt omonim de Gyula Hernádi⁠(d). A fost înscris la al 11-lea Festival Internațional de Film de la Moscova.
Într-o tabără de vacanță, un grup de oameni începe un joc ciudat al războiului, care în cele din urmă se dovedește a fi o luptă pentru supraviețuire.

## Distribuție
- Bella Tanay – Edit Nicharchos
- Sándor Oszter – Gregor
- József Madaras⁠(d) – Murketa
- Ádám Rajhona⁠(d) – Sorensen
- Ferenc Bács – Dobrowski
- Gyula Benkő – Bondy Sr.
- Péter Benkő⁠(d) – Bondy Jr. (ca Péter Benkő)
- Georgiana Tarjan – Éva (ca Györgyi Tarján)
- Nóra Németh – Jane
- Judit Hernádi⁠(d) – Klotild
- Péter Haumann – Steko
- Endre Harkányi – Steiner
- Péter Trokán – procuror